# Pitarque (kommunhuvudort)
Pitarque är en kommunhuvudort i Spanien.   Den ligger i provinsen Provincia de Teruel och regionen Aragonien, i den östra delen av landet, 260 km öster om huvudstaden Madrid. Pitarque ligger 1 005 meter över havet och antalet invånare är 118.
Terrängen runt Pitarque är huvudsakligen kuperad. Pitarque ligger nere i en dal.  Trakten runt Pitarque är nära nog obefolkad, med mindre än två invånare per kvadratkilometer. Närmaste större samhälle är Aliaga, 9,7 km väster om Pitarque. 